# APR (기업)
주식회사 APR은 화장품, 건강기능식품, 홈 뷰티 디바이스 등을 제조하는 대한민국의 뷰티 테크 기업이다.

## 역사
- 2014년 10월 10일: 김병훈 대표와 이주광 전 대표가 ㈜에이프릴스킨로 창업[5]
- 2017년: 에이프릴스킨에서 현재의 사명으로 변경
- 2020년 2월 29일: 포토그레이오리진 합병
- 2020년 4월 6일: 본점 소재지를 서울특별시 송파구 올림픽로 300 롯데월드타워 36층으로 이전
- 2021년 6월 30일: APR패션 햡병
- 2024년 2월 27일: 유가증권시장 상장[출처 필요]
- 2024년 7월 주식을 5:1 액면분할하였다.[6]

## 사업
2023년 기준 사업부별 매출은 디바이스 40%, 화장품 40%, 패션 16%, 기타 4% 수준으로 예상된다.

## 주요 브랜드

### 뷰티 브랜드
- 메디큐브
- 에이프릴스킨
- 포맨트
- 글램디바이오

### 패션 브랜드
- 널디

### 즉석 포토부스 브랜드
- 포토그레이

## 투자
미래에셋벤처투자가 2018년에 30억원, 2022년에 100억원, 2023년 20억원 등 총 150억원을 투자했다.
CJ온스타일, 신한벤처투자, 하나벤처스, IMM인베스트먼트, 어펄마캐피탈 등이 투자를 한 바 있다.